# .do
.do este un domeniu de internet de nivel superior, pentru Republica Dominicană (ccTLD).